# Voodoo People
Voodoo People è un singolo del gruppo musicale britannico The Prodigy, pubblicato nell'agosto 1994 come terzo estratto dal secondo album in studio Music for the Jilted Generation.

## Tracce
CD singolo (Regno Unito)
1. "Voodoo People" (Edit)  – 4:05
2. "Voodoo People" (Chemical Brothers Remix)  – 5:56
3. "Goa" (The Heat the Energy Part 2)  – 6:04
4. "Voodoo People" (Original Mix)  – 6:28

12" (Regno Unito)
1. "Voodoo People" (Chemical Brothers Remix)  – 5:56
2. "Voodoo People" (Original Mix)  – 6:28
3. "No Good (Start the Dance)" (CJ Bolland Museum Remix)  – 5:14
4. "Speedway [Theme from Fastlane]" (Secret Knowledge Remix)  – 10:26

EP (1995)
1. "Voodoo People" (Edit) - 4:07
2. "Voodoo People" (The Chemical Brothers Remix) - 5:56
3. "No Good (Start The Dance)" [CJ Bolland Museum Remix] - 5:13
4. "Rat Poison - 5:31
5. "Speedway [Theme from Fastlane]" (Secret Knowledge Remix) - 10:25
6. "Voodoo People" [Haiti Island Remix] - 5:23
7. "Voodoo People" [Original Mix] - 6:26